# Relações internacionais do Canadá
As relações internacionais do Canadá estão baseadas primariamente em uma forte política de multilateralismo, e estreitos laços políticos e diplomáticos com os Estados Unidos da América. O Canadá também possui estreitas relações com o Reino Unido, e em menor escala, com a França. Esta relação se estende a outros antigos membros dos impérios britânicos e franceses, através da Commonwealth e da Francofonia.
Segundo sua política de multilateralismo, nos últimos 60 anos, o Canadá passou a se esforçar cada vez mais em resolver problemas globais, em colaboração conjunta com outras nações. Isto foi claramente demonstrado durante a Crise de Suez de 1956, quando Lester B. Pearson diminuiu tensões quando propou esforços de paz, e a criação dos boinas azuis.  Neste espírito, o Canadá teve, e atualmente procura manter, um papel importante nos esforços dos boinas azuis. O Canadá atuou em 50 missões de paz, incluindo toda missão de paz da ONU até 1989, embora as contribuições do país nos boinas azuis tem diminuido nos últimos anos.
O Canadá é membro-fundador da OTAN. Porém, o país geralmente não participa de guerras que não sejam sancionadas pela Organização das Nações Unidas, como a Guerra do Vietnã e a Invasão do Iraque, mesmo sendo organizadas por países-membros da OTAN, primariamente, os Estados Unidos. O Canadá participou ao lado de outros países-membros da OTAN em guerras que sejam sancionadas pela ONU, tais como a Guerra do Golfo ou a Guerra Contra o Terror.

## Multilateralismo

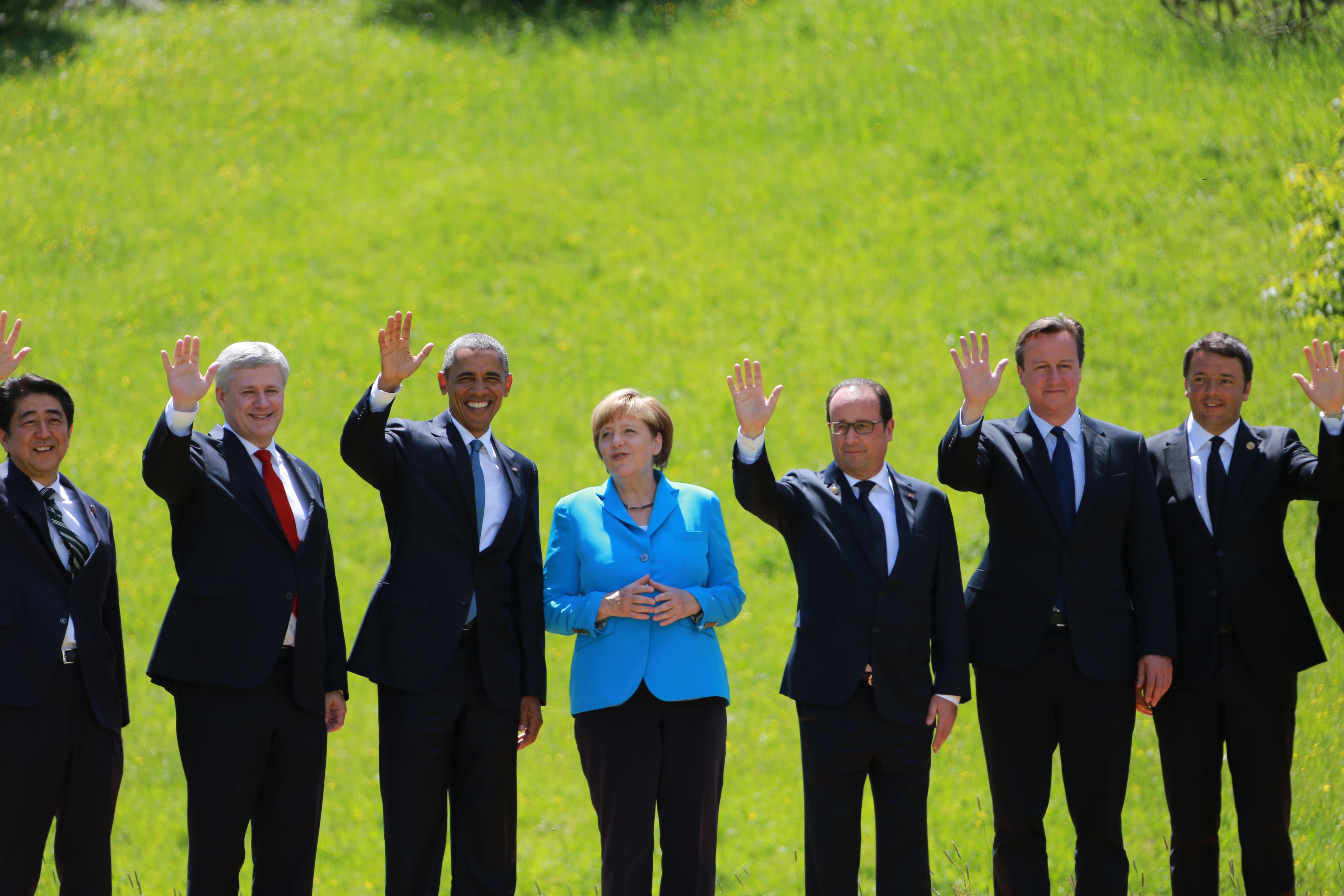
O Primeiro-ministro Stephen Harper entre os demais líderes do G7, em 2015.

O Canadá é um grande incentivador do multilateralismo. O país é um dos mais atuantes nas medidas de manutenção de paz, enviando contingentes sob a autoridade das Nações Unidas para várias regiões conflituosas do mundo. O ex-Ministro de Relações Exteriores, Lester B. Pearson, é creditado por suas contribuições à moderna estrutura de manutenção de paz internacional, pela qual foi agraciado com o Nobel da Paz em 1957. O Canadá também atua nas questões de desarmamento e teve uma postura notória na Convenção de Ottawa de 1997, quando foi proibido "o uso, estocagem, produção e transferência de minas terrestres".
Desde o último século, o Canadá tem se esforçado para exercer a sua influência como uma média potência, capaz de lidar diplomática e comercialmente com nações grandes e pequenas. Isto foi demonstrado com maior amplitude durante a Crise do Suez, quando Lester B. Pearson solucionou a tensão propondo a intervenção das Forças de manutenção da paz das Nações Unidas. Desde então, o país tem tido uma liderança global em assuntos de negociações de paz.
O governo do Canadá, desde a última década, foi relutante em cooperar com operações militares internacionais sem o aval do Conselho de Segurança das Nações Unidas, como por exemplo a Guerra do Vietnã e a Invasão do Iraque em 2003, estas lideradas por seu principal aliado político e econômico, os Estados Unidos.
Apesar da postura marcante dos canadenses como uma democracia liberal estar diretamente ligada à Declaração Universal de Direitos Humanos, o governo canadense não demonstra interesse em colaborar com a Reforma do Conselho de Segurança das Nações Unidas; embora seja um dos defensores de reformas no sistema das Nações Unidas.
Ásia
Em 1985, o Parlamento do Canadá aprovou um Ato criando a Fundação Ásia-Pacífico, um think tank com foco nas relações entre o Canadá e as nações asiáticas, com o objetivo de fortalecê-las. O Canadá também busca expandir seus laços diplomáticos com economias do Círculo do Pacífico através de sua participação na OPEC.
Caribe
Grande parte das nações do Caribe, especialmente os membros da Comunidade do Caribe, possuem uma visão positiva sobre o Canadá como parceiro comercial. Os canadenses, particularmente os bancos canadenses, desempenharam papel importante na formação das antigas Índias Britânicas. Esforços para promover o comércio incluem a proposta de um tratado de livre comércio em substituição ao Acordo CARIBCAN de 1986. Por várias vezes, nações caribenhas planejaram integrar a Confederação do Canadá como membros-observadores, porém nenhum planejamento oficial foi formalizado.
América Latina
Nos anos recentes, líderes canadenses têm ampliado seu interesse na América Latina. O Canadá possui relações diplomáticas com a Venezuela desde 1953 e suas relações estão baseadas em interesses comerciais mútuos, especialmente tecnologia e combustíveis. O Canadá também têm sido um forte concorrente do Brasil, maior potência da América Latina, na indústria aeroespacial, já que suas empresas líderes no setor (Bombardier e Embraer, respectivamente) figuram entre as maiores do mundo.

### Membresia internacional
O Canadá é membro pleno das seguintes organizações:
Organização das Nações Unidas (ONU) e suas agências especializadas • CSNU • OPEC • Conselho Ártico • ASEAN • Grupo da Austrália • BIS • Comunidade das Nações • Grupo dos 20 • G7 • G8 • G10 • Banco Interamericano de Desenvolvimento (BID) • Fundo Monetário Internacional (FMI) • AIEA • Interpol • MICVCV • CIC • Organização Mundial do Comércio (OMC) • NAFTA • OTAN • Organização dos Estados Americanos (OEA) • Organização Internacional da Francofonia (OIF) • Grupo de Fornecedores Nucleares (GFN) • Tribunal Permanente de Arbitragem (TPA) • Clube de Paris • UNESCO

## Relações bilaterais
| País           | Início das relações formais | Notas |
| -------------- | --------------------------- | --- |
| Brasil         | Maio de 1941                | Ver: Relações entre Brasil e Canadá As relações entre Brasil e Canadá têm sido cordiais, mas relativamente limitadas, embora a relação entre os dois países tenha evoluindo gradualmente ao longo do tempo. O Canadá tem uma embaixada em Brasília e consulados em São Paulo, Rio de Janeiro e Belo Horizonte. O Brasil tem uma embaixada em Ottawa e consulados em Toronto, Montreal e Vancouver. |
| Cuba           | 1945                        | Ver: Relações entre Canadá e Cuba Canadá e Cuba têm mantido relações diplomáticas cordiais, apesar da consistente pressão dos Estados Unidos, e a ilha caribenha é um dos maiores destinos turísticos dos canadenses. As relações entre os dois países datam do século XVIII, quando as províncias do leste canadense comercializavam produtos alimentícios com a então colônia espanhola. Cuba foi o primeiro país do Caribe a receber uma representação diplomática do Canadá, em 1945. |
| Estados Unidos | 18 de fevereiro de 1927     | Ver: Relações entre Canadá e Estados Unidos As relações entre Canadá e os Estados Unidos ultrapassam mais de dois séculos de existência; As relações são marcadas pela herança britânica compartilhada, pelos conflitos durante os primeiros anos de independência estadunidense e pelo eventual desenvolvimento de uma das mais bem-sucedidas relações diplomáticas do mundo moderno. A colaboração militar e econômica entre os dois países foi fortalecida durante as Guerras Mundiais e permaneceu durante o período da Guerra Fria, apesar da resistência canadense a algumas políticos norte-americanas. Uma grande volume de comércio e migração entre os países fortaleceu os laços políticos com o passar dos anos. Canadá e os Estados Unidos são os maiores parceiros comerciais do mundo contemporâneo e mantém, juntos, a maior fronteira terrestre do planeta. |
| França         | 1882                        | Ver: Relações entre Canadá e França Entre 2006 e 2008, o governo francês apoiou o estabelecimento de um acordo de Livre Comércio entre Canadá e União Europeia. Em outubro de 2008, presidente francês Nicolas Sarkozy tornou-se o primeiro chefe de Estado francês a discursar na Assembleia Nacional do Quebec. Em seu discurso, posicionou-se contra o movimento separatista do Quebec, mas reconheceu a herança cultural francesa da província. |
| México         | Janeiro de 1944             | Ver: Relações entre Canadá e México Historicamente frias, as relações diplomáticas entre Canadá e México têm experimentado mudanças positivas nos anos recentes; a começar pela entrada das duas nações no NAFTA. Ambos os países, que dividem o mesmo subcontinente, são importantes aliados políticos e econômicos dos Estados Unidos. O México possui uma embaixada em Ottawa e consulados-gerais em Montreal, Toronto e Vancouver. |
| Reino Unido    | 1880                        | Ver: Relações entre Canadá e Reino Unido Londres e Ottawa possui contato forte e cooperativo, que têm contemplado grande crescimento nos últimos anos. Ambos os países possuem relações históricas, uma vez que o Canadá foi durante séculos uma das Colônias britânicas na América. O Canadá é membro da Comunidade das Nações e reconhece Isabel II do Reino Unido como chefe de Estado. |
| Santa Sé       | 1969                        | O Catolicismo romano foi estabelecido oficialmente no Canadá ainda no século XVII, quando da criação da Nova França. As relações diplomáticas entre os dois Estados foram formalmente estabelecidas em 1969. O Canadá possui uma embaixada em Roma, nas proximidades do Vaticano, e a Santa Sé mantém uma nunciatura apostólica em Ottawa. |

## Questões territoriais
O Canadá e os Estados Unidos possuem negociações sobre a fronteira entre os dois países. O último acordo relevante foi realizado em 1984, quando a Corte Internacional de Justiça regulou a fronteira marítima no Golfo de Maine. Igualmente, Canadá e França já haviam contestado a fronteira marítima no arquipélago de Saint-Pierre e Miquelon, porém aceitaram as determinações da Corte Internacional de Arbitragem de 1992.
As disputas remanescentes incluem as fronteiras marítimas na Entrada Dixon, no Mar de Beaufort e no Estreito de Juan de Fuca.